# Jakob Sporrenberg
Jakob Sporrenberg (ur. 16 września 1902 w Düsseldorfie, zm. 6 grudnia 1952 w Warszawie) – niemiecki nazistowski zbrodniarz wojenny, SS-Gruppenführer, Wyższy Dowódca SS i Policji w Mińsku, a następnie w dystrykcie lubelskim, gdzie był odpowiedzialny za tzw. Aktion Erntefest („Akcja Dożynki”) – wymordowanie w listopadzie 1943 Żydów znajdujących się w obozach koncentracyjnych na terenie dystryktu lubelskiego.

## Życiorys
Urodzony w Düsseldorfie, w latach 1919–1921 służył jako ochotnik w niemieckiej straży granicznej Grenzschutz Ost, walczącej z powstańcami śląskimi, uczestniczył także w tłumieniu wystąpień robotników w Berlinie, Hamburgu i Chemnitz. W 1924 francuskie władze okupacyjne Zagłębia Ruhry skazały go na 2 lata pozbawienia wolności za udział w nielegalnej nazistowskiej działalności politycznej (został jednak zwolniony za uiszczeniem grzywny). W 1925 Sporrenberg wstąpił (ponownie, pierwszy raz w 1922) w szeregi NSDAP i SA, z których w 1930 przeniósł się do SS. W 1933 został posłem do Reichstagu. W latach 1933–1941 był regionalnym dowódcą SS w Szlezwiku-Holsztynie (Kilonia), Wiesbaden i Prusach Wschodnich (Królewiec).
Po wybuchu II wojny światowej Sporrenberg służył na początku w brygadach SS walczących na froncie zachodnim (uzyskał wówczas stopień SS-Gruppenführera). W lipcu 1941 został mianowany wyższym dowódcą SS i Policji w Mińsku, z zadaniem zwalczania partyzantki na Białorusi. W sierpniu 1943 został wyższym dowódcą SS i Policji w dystrykcie lubelskim, gdzie bardzo mocno dał się we znaki miejscowej ludności cywilnej, stosując odpowiedzialność zbiorową i przeprowadzając masowe egzekucje. W listopadzie 1943 wraz z SS-Sturmbannführerem Hermannem Höflem kierował akcją „Dożynki”, w czasie której rozstrzelano ponad 40 tysięcy Żydów w obozach Majdanek, Trawniki i Poniatowa. W 1944, czasie letniej ofensywy Armii Czerwonej o kryptonimie Bagration, otrzymał za zadanie obronę umocnień na linii Wisła-Nida w dystrykcie radomskim. W listopadzie 1944 skierowano go do Norwegii.
Władze brytyjskie aresztowały Sporrenberga 11 maja 1945, a następnie wydały go Polsce. Stanął przed polskim sądem oskarżony o dopuszczenie się licznych zbrodni wojennych i przeciw ludzkości (w tym przeprowadzenia akcji „Dożynki”). W więzieniu mokotowskim przebywał w jednej celi z dowódcą Kedywu AK, generałem Augustem Emilem Fieldorfem. Jacob Sporrenberg został skazany na karę śmierci i powieszony 6 grudnia 1952.
Brat Paula Sporrenberga – także zbrodniarza wojennego.

## Awanse
- SS-Sturmführer – 15 grudnia 1930
- SS-Sturmbannführer – 21 listopada 1931
- SS-Standartenführer – 9 listopada 1932
- SS-Oberführer – 9 listopada 1933
- SS-Brigadeführer – 30 stycznia 1936
- SS-Gruppenführer – 1 stycznia 1940[4]

## Odznaczenia
- Odznaka Złota Partii – 30 stycznia 1942
- Krzyż Żelazny I klasy – 30 listopada 1944
- Krzyż Żelazny II klasy – 20 czerwca 1941
- Krzyż Zasługi Wojennej z mieczami I klasy – 1943
- Krzyż Zasługi Wojennej z mieczami II klasy – 1943
- Złoty Medal „Za długoletnią pracę w NSDAP” – 30 stycznia 1942
- Srebrny Medal „Za długoletnią pracę w NSDAP”
- Czarny Medal „Za długoletnią pracę w NSDAP”
- Medal Pamiątkowy 13 marca 1938
- Medal Pamiątkowy 1 października 1938
- Medal Pamiątkowy za Powrót Kłajpedy
- Srebrna Niemiecka Odznaka Sportowa
- Złota Odznaka Honorowa Hitlerjugend
- Złota Odznaka Sportowa SA
- Honorowy Pierścień SS
- Honorowa Szpada Reichsführera SS
- Odznaka Brunszwickiego SA – 1931